# クリス (KOF)
クリス (Chris) は、SNK（SNKプレイモア）の対戦型格闘ゲーム『ザ・キング・オブ・ファイターズ』シリーズなどに登場する架空の人物。また、ここではそのもう1つの姿である炎のさだめのクリス（ほのおのさだめのクリス）についても記述する。

## 概要
初登場は『ザ・キング・オブ・ファイターズ』（以下『KOF』と表記）の第4作目である『KOF'97』（以下『'97』と表記）。『'97』での設定年齢は14歳で、『KOF'99』で12歳の包（サイコソルジャーチーム）が登場するまでのKOFキャラクターでは最年少だった。

### 「クリス」として
七枷社とシェルミーが組んでいるバンドのボーカルであるスウェーデン人の少年。二人と共にニューフェイスチームとしてKOF大会に出場する。
『KOF XIII』ではイギリスステージの背景にてバスの後ろで試合を観戦している。
『KOF XV』（以下『XV』と表記）では『KOF2002』（以下『2002』と表記）以来19年ぶりにプレイアブルキャラクターとして参戦。社とシェルミーと共にオロチチームとして参戦する。

### 「炎のさだめのクリス」として
その実体は八尺瓊一族によって封印を解かれたオロチ八傑衆かつオロチ四天王のある一人が、660年もの間に転生を繰り返した現在の姿である。八神一族がオロチと契約して得たものと同じ蒼い炎を操る。
この時のクリスは、社やシェルミーよりも殺意が強く、笑顔で人間を殺すことができるほどであり、勝利時や挑発時の台詞は非常に挑発的なものばかりである。また、他のチームメイトの二人と同様に服の色がワインレッドになる。
『2002』や『KOF NEOWAVE』では肌の色がやや褐色に変化していたが、『XV』ではノーマル状態と同じ肌の色に戻っている。
「炎のさだめのクリス」とはクリスのオロチ四天王としての二つ名であり、社とシェルミーも同様にオロチ四天王の一人である。ゲーニッツ亡き後の実質的なオロチ四天王のリーダー格（実行隊長）になっている社と共に、オロチ一族の長であるオロチ復活を目論んでいる。そしてクリスはオロチを復活させるための依り代（触媒）である。
ただし「ニューフェイスチーム」（または「オロチチーム」）を選択したルートで現れる「オロチチーム」は、プレイヤー側が分離させた精神ということにされている。実は3人は大会前、それぞれ、自らの肉体と精神を分離させて、肉体側を「ニューフェイスチーム」、もう片方の精神側を大会の裏に潜む「オロチチーム」として、オロチ復活に不可欠な精神力を効率的に集めようとしていたと、ショートデモ内でそうであると思われる会話が見受けられる。なお、彼ら3人で進んでも進まなくても、3人ともオロチ復活の為に（ストーリーの設定として）その命を捧げることとなる。
「炎のさだめのクリス」としてのBGMは『MAD FANTASY』。『'97』では「乾いた大地の社」の「Rhythmic Hallucination」でオロチチーム全体のBGMであり彼専用のBGMは製作されておらず、持つに至ったのは『KOF'98』（以下『'98』と表記）からである。
また、新世界楽曲雑技団のスタッフ曰く、四天王の各々に作曲された4曲を「オロチ四天王組曲」と呼び、「炎のさだめのクリス」の専用BGM『MAD FANTASY』は誕生をイメージしている。
『XV』では「炎のさだめのクリス」ではなく「オロチクリス」名義でDLCキャラクターとして登場する。

### 人物
栗色の髪をショートカットにした青い瞳のあどけない少年。黒いシャツと襟ぐりの開いた青いシャツを重ね着し、ロールアップした白いズボンを履いている。『XV』ではサスペンダーを吊り下げた黒いズボンに変更されている。
『'98』のエンディングや設定画で確認できるオロチ八傑集としての正装は、ゲーニッツのものをベースに、上着は太腿にかかる程度の長さで袖のベルトは一本になり、ケープマントはひざ下丈の通常のマントで右胸部分の留め金に羽根飾りが着けられており、足元は編み上げブーツを履いている。『XV』の「オロチクリス」の衣装はこの正装を元にしており、ケープの丈が他の四天王と統一され側面に切れ込みが入ったような形になっているなどアレンジが加えられている。オロチ編時点ではモノクロの画像しかなく配色は不明だったが、『XV』ではワインレッドに白の縁取り、黒のケープとなっている。
オロチつながりであるかは定かではないが、大切なものに「自然」を挙げている。
本人は頭が良いのだが学校には通っておらず、普段は社と同居している。その理由は「学校に行かなくても中高生レベルの学力はあるし、人とあまり関わりたくないため」。
料理が得意であり、『'98』などでは挑発時にその日の夕食について考える台詞を発する。得意料理は茶碗蒸し。
『'97』では最終的にオロチの依代になったが、神楽ちづる以外のほとんどのキャラクターにはクリスがオロチ本人と思い込まれているような台詞を言われる。

### その他の作品
『KOF SKY STAGE』では、「炎のさだめのクリス」のみCPU専用キャラクターとしてオロチともどもステージ5のボスの一体として登場する。
『Days of Memories』シリーズの『Days of Memories 2 〜僕の一番大切な君へ〜』では、『KOF』のオロチ編を基にしたシナリオで『KOF』同様オロチの依代として登場するが、その正体は巳沢雫が変装したものである。

## ゲーム上の特徴
「クリス」としてはプロフィール通り、スピードを活かして相手にラッシュを仕掛けるキャラクター。また、通常技は強いが防御面は弱い。
「炎のさだめのクリス」としては必殺技等にオロチの力の一つ「炎」の力を用いて戦う。「クリス」とは違い、飛び道具と対空技を持っている。草薙京と対比したキャラクターになっているため、オロチ側であるにもかかわらず「あんこくおろちなぎ（暗黒大蛇薙）」という技を使う。素早さと通常技の強さは「クリス」と同じ。
両者を区別する際には、社やシェルミーと同様、「炎のさだめのクリス」を「裏クリス」とも呼ぶこともある。

## 技の解説
技名が併記されているものは前者が「クリス」、後者が「炎のさだめのクリス」としての名称である。
「炎のさだめのクリス」の技は日本名にキリル文字（大文字）を当てた独自の表記がなされる（概ね日本語のキリル文字表記に沿っているが一部例外あり）。これは他の四天王（ゲーニッツ、乾いた大地の社、荒れ狂う稲光のシェルミー）も同様。漢字表記については公表されたのが『'97』と『京』のみであるため、判明しているもののみ表記。

### 通常投げ
ステップターン / ЧИ НО БАЦУ （ちのばつ / 地の罰）
相手の体を駆け上る。
エリアルドロップ / ТЕН НО ЦУМИ （てんのつみ / 天の罪）
巴投げに似た動作で後方に蹴り飛ばす。

### 特殊技
スピニングアレイ（Spinning Array） / МУЁ НО ОНО （むようのおの / 無用の斧）
両手を組んだ状態で一回転して、側面からハンマーパンチを繰り出す技。
リバースアンカーキック（Reverse Anchor Kick） / ЖУКЭЙ НО ОНИ （じゅけいのおに）
地面に手をつき、倒立の状態から足で前方を蹴る。『'97』では通常技の遠距離立ち強キックだったが、『KOF'98』（以下『'98』と表記）以降特殊技になった。
キャリーオフキック（Carry off Kick） / СЭЦУДАН НО КОЧО （せつだんのこと）
スライディングキック。『'98』以降で実装。裏版はキリル文字表記に「Т」ではなく「Ч」が使われているため、そのまま文字通り読むと「せつだんのこちょ」となる。

### 必殺技（クリス）
スライドタッチ（Slide Touch）
前方に踏み込み、拳を突き出す技。強で出すと踏み込む距離が伸びる。『'97』のみ掌打を繰り出す。
ハンティングエア（Hunting Air）
飛び上がりながらサマーソルトキックを繰り出す対空技。『'97』のみ、真上に飛び上がりながら二段蹴りを繰り出すという、全く違う技となっている。
シューティングダンサー・スラスト（Shooting Dancer Thrust）
ダッシュから肘打ちで攻撃した後、低い姿勢での下段キック（弱）かスライドタッチ（強）をさらに決める。『'97』のみ、肘打ちがなく、強の動作も回し蹴り（リーディングハイと同様の蹴り）になっている。
シューティングダンサー・ステップ（Shooting Dancer Step）
ダッシュから肘打ちで攻撃した後、空中へ飛んで蹴りを入れる。『'97』のみ、スラストと同様に肘打ちがない。
グライダースタンプ（Glider Stomp）
空中で一瞬停止してから急降下キックを繰り出す。
スクランブルダッシュ（Scramble Dash）
『'98』より使用。弱は地上を走り、強は低空を飛んで高速で前進する移動技。『KOF2002』（以下『2002』と表記）からは強の方も地上を走る形になった。
ディレクションチェンジ（Direction Change）
『'98』より使用。後ろを向いてから後方宙返りする形で、掴んだら相手の肩の上から背後に回って着地する移動投げ。
リーディングハイ（Leading High）
『2002』より使用。避け動作の後、後ろ回し蹴りを繰り出す。『'98』でのカウンター攻撃を再現した技。
リーディングロー（Leading Low）
『2002』より使用。避け動作の後、低い姿勢の下段キックを繰り出す。

### 超必殺技（クリス）
ツイスタードライブ（Twister Drive）
何度も回転するサマーソルトキックを繰り出し、急降下して着地する。MAX版は一度着地した後、もう一度飛び上がり、二周目のサマーソルトキックを繰り出す。
チェーンスライドタッチ（Chain Slide Touch）
少しずつ前進しながら何度も掌打を浴びせていく。MAX版のみ判定のあるエフェクトが付き、締めにスライドタッチを決める。
炎のさだめのクリス
『2002』のMAX2。その試合中のみ「炎のさだめのクリス」に変身するという一風変わったもの。『2002』では攻撃判定が無い上に隙が大きいため、実用性は低い。『KOF2002 UNLIMITED MATCH』では強化されており、変身速度が増しているほか、発動時に出現する波紋が相手に当たると一定時間動きを止められるようになった。

### 必殺技（炎のさだめのクリス）
ТАЙЁ О ИРУ ХОНО （たいようをいるほのお / 太陽を射る炎）
大きく仰け反った後、握り合わせた拳から前方に炎を飛ばす技。炎は通常の飛び道具を打ち消しながら進んでいく。なお、技名の「太陽」は草薙のことを指す。
ЦУКИ О ЦУМУ ХОНО （つきをつむほのお / 月を摘む炎）
炎を纏った右腕を振るいながら飛び上がる対空技。強で出すと地上で一回転してから飛び上がり、一転して連続技向きの技となる。『2002』以降ではスーパーキャンセルにも対応している。なお、技名の「月」は八尺瓊（後の八神）のことを指す。
КАГАМИ О ХОФУРУ ХОНО （かがみをほふるほのお / 鏡を屠る炎）
前方に飛び上がり、炎を纏った左拳を振るう突進技。なお、技名の「鏡」は八咫（神楽）のことを指す。
ЩИЩИ О КАМУ ХОНО （ししをかむほのお / 四肢を咬む炎）
ショートアッパーの後、相手の胴を狙って4連続のボディブローを打ちながら相手を燃やし、さらにキック（『'97』では後のカウンター攻撃およびリーディングハイと同じ後ろ回し蹴り、『'98』以降は蹴り上げ）で打ち上げる打撃投げ。最後のキックを他の必殺技・超必殺技でキャンセル可能で、打ち上げた後は空中追撃が可能であるが、『'97』では超必殺技で容易に追撃できたのに対して、『'98』以降では技後に動けるようになるまでが鈍化し、超必殺技での追撃はほぼ不可能になっている。

### 超必殺技（炎のさだめのクリス）
АНКОКУ ОРОЧИНАГИ （あんこくおろちなぎ / 暗黒大蛇薙）
草薙京の「裏百八式・大蛇薙」を模した技で、同じようにポーズをとって見せた後、前進しながら蒼い炎を振り払う。京と同様にボタン押し続けで攻撃のタイミングを変えられ、MAX版は炎が3ヒットするが、MAX版の待機モーションに攻撃判定はない。
ДАЙЧИ О ХАРАУ ГОУКА （だいちをはらうごうか / 大地を払う劫火）
『'98』まであった超必殺技。球状に蒼い炎をまとって突進する技で、MAX版は一度突進した後に反対側の方向へ戻るように突進して、さらにもう一度前に突進する。「ごうか」（劫火/業火）には『この世の全てを焼き尽くす』（前者）や『地獄の炎』（後者）といった意味がある。『2002』では削除されてしまった。
ДАЙЧИ О КУРАУ ГОУКА （だいちをくらうごうか）
『2002UM』で追加。「大地を払う劫火」で身に纏う球状の炎を「太陽を射る炎」の動作で射出する技。
САНАГИ О ЯБУРЙ ЧИёУХАМАУ （さなぎをやぶりちょうはまう）
『2002』でMAX2として追加。オロチをその身に降ろし、画面全体に光を放って攻撃する。なお、この技名はオロチの登場演出でも使われ『鳥人戦隊ジェットマン』の登場人物・帝王トランザの初登場時の台詞に由来する。攻撃はオロチの「混（まろかれ）」と同じだがポーズが異なる。このポーズは釈迦生誕の「天上天下唯我独尊」のポーズが由来である。
オロチチームの技名のキリル文字表記は基本的に大文字が使用されるが、例外的にこの技の公式表記は「ちょう」の部分をそのままキリル文字に転記するのではなく、それぞれ「ち」「よ」「う」と1文字ずつ個別に当てはめた形式となっており、小さい「ょ」を表すために「ё」の部分のみ小文字が使用されている。また、「は」の部分も「わ」にするのではなくそのまま「は」の発音で示している。

## 登場作品
- ザ・キング・オブ・ファイターズシリーズ（『'97』『'98』『2002』『NEOWAVE』『XV』）
  - ザ・キング・オブ・ファイターズ2000
アナザーストライカーとしてのみの登場。
- KOF SKY STAGE
「炎のさだめのクリス」のみステージボスとして登場。
- Days of Memories 2 〜僕の一番大切な君へ〜
本人ではなく「巳沢雫」の変装。
- クラッシュフィーバー
コラボキャラクターとして登場。

## 担当声優
- 緒方りお（『KOF'97』から『KOF 2002』までの各種ゲーム作品）
- 大原桃子（『THE KING OF FIGHTERS: WORLD』）
- 青木志貴（『THE KING OF FIGHTERS ALLSTAR』）
- 榊原優希（『THE KING OF FIGHTERS for GIRLS』[10]）
- 山﨑るい（『THE KING OF FIGHTERS XV』[2]）

## その他
- 異名である「炎のさだめ」は、開発スタッフのコメントとして伏字を使って由来があることが触れられており、「クリスはボ○ム○」と明かされている[11]。なお、アニメ『装甲騎兵ボトムズ』のオープニング曲に「炎のさだめ」という同名の曲が存在する。

## 関連人物
- 草薙京 - 三種の神器一族の末裔の1人・祓う者、オロチ一族の宿敵
- 八神庵 - 三種の神器一族の末裔の1人・封ずる者、バンドのライバル、オロチ一族の宿敵、オロチ一族の血を受け継いだ者
- 神楽ちづる - 三種の神器一族の末裔の1人・護りし者、オロチ一族の宿敵
- オロチ - 一族の盟主たる地球意思の1つ、自身を依代にした
- ゲーニッツ - オロチ八傑集四天王
- 七枷社 - オロチ八傑集四天王、プライベートでもバンド仲間
- シェルミー - オロチ八傑集四天王、プライベートでもバンド仲間
- ヘビィ・D! - 因縁、彼から『'97』の招待状を奪ったとされている（ただし、本当かどうか明言されていない）
- 巳沢雫 - 『Days of Memories 2 〜僕の一番大切な君へ〜』でオロチの依代となった少女、プロフィールの一部がクリスと同じ